# Butler (Kentucky)
Pour les articles homonymes, voir Butler.
Butler est une ville américaine située dans le comté de Pendleton, dans le Kentucky. Selon le recensement de 2020, sa population est de 646 habitants.